# Tobías Albarracín
Tobías Albarracín (La Rioja, 5 dicembre 1984) è un ex calciatore argentino, di ruolo difensore.

## Carriera
Ha giocato nella prima divisione boliviana e nella seconda divisione argentina.